# Черкасов, Николай Константинович
Никола́й Константи́нович Черка́сов (14 [27] июля 1903, Санкт-Петербург — 14 сентября 1966[…], Ленинград) — советский актёр театра и кино; народный артист СССР (1947), лауреат Ленинской (1964) и пяти Сталинских премий (1941, 1946, 1950, 1951 — дважды). Кавалер двух орденов Ленина (1939, 1950).
Прославился ролями в исторических фильмах 1930-х и 1940-х годов, в том числе сыграв заглавные роли в фильмах Сергея Эйзенштейна «Александр Невский» и «Иван Грозный».

## Биография
Родился 14 (27) июля 1903 года в Санкт-Петербурге в семье железнодорожного служащего Константина Александровича Черкасова, сына мастера петербургского булочного цеха, и его жены Анны Адриановны Левитской, дочери дьякона Знаменской церкви.
С 1912 года учился в гимназии № 10. В 1919 году окончил Петроградскую трудовую школу и поступил в студию мимистов, руководимую А. Кларком. Проучившись там несколько недель, был зачислен в Мариинский театр.
В 1919—1922 годах — статист, затем артист-мимист Мариинского театра, Большого драматического театра и других театров. Играл в массовке и эпизодические роли в спектаклях, в организованных Мариинским театром массовых зрелищах — «Интернационал» (1919) «Мистерия освобождённого труда» (1 мая 1920 года), «К мировой коммуне» (19 июля 1920 года), «Взятие Зимнего дворца» (8 ноября 1920 года). С 1920 года начал танцевать в спектаклях Студии молодого балета.
В 1926 году окончил Ленинградский институт сценических искусств.
В 1926—1929 годах — актёр Ленинградского ТЮЗа, в 1929—1931 — артист Ленинградского и Московского мюзик-холлов, в 1931—1933 — Ленинградского передвижного театра «Комедия», в 1933—1965 — Ленинградского театра драмы имени А. С. Пушкина (ныне Александринский театр). Ушёл из театра за год до смерти из-за решения руководства уволить его жену в связи с сокращением кадров.
В 1926—1929 годах выступал на сцене Свободного театра совместно с П. Берёзовым и Б. Чирковым в популярном эстрадном номере «Пат, Паташон и Чарли Чаплин», который был использован в фильме «Мой сын» (1928), а затем повторён в «Концерте на экране» (1940).

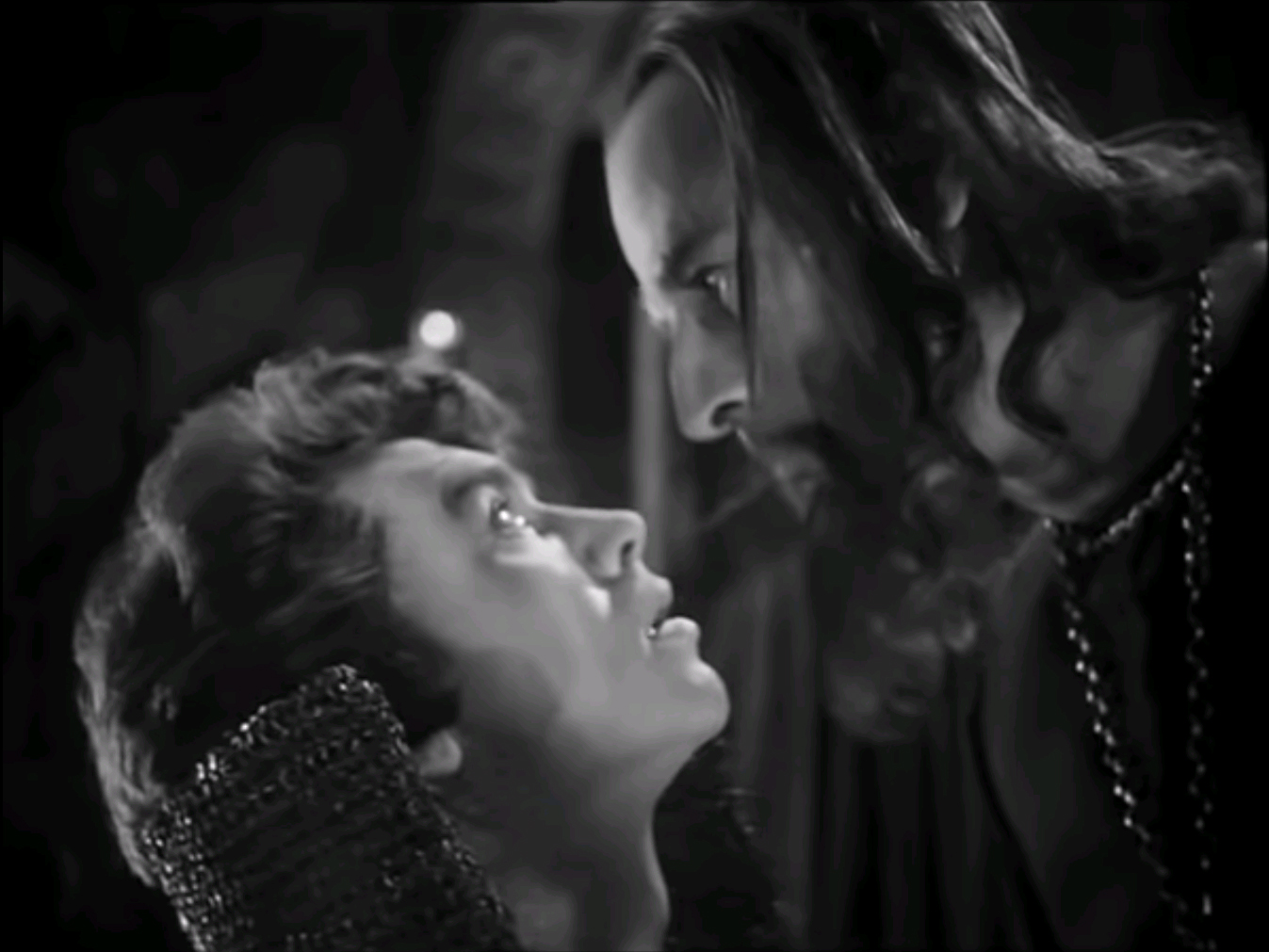
Черкасов (справа) в роли Ивана Грозного в одноименном фильме.

Умер 14 сентября 1966 года на 64-м году жизни в Ленинграде от развития эмфиземы лёгких и сердечной недостаточности. Похоронен в Александро-Невской лавре на Тихвинском кладбище — Некрополе мастеров искусств.

### Семья
Жена (с 1929) — Нина Николаевна Черкасова-Вейтбрехт (1907—1980), актриса, в первом браке была замужем за сценаристом Б. Е. Старшевым (Пхором).
Дочь (род. 1931), погибла во время блокады Ленинграда.
Дочь (род. 1939), умерла в младенчестве.
Сын (род. 1941) Андрей.

### Адреса в Ленинграде
- 1944 — 14 сентября 1966 года — доходный дом — Кронверкская улица, 27.

## Общественная и государственная деятельность
- Депутат Верховного Совета РСФСР 1—2 созывов.
- Депутат Верховного Совета СССР 3—4 созывов (1950—1958).
- Председатель Ленинградского отделения Всероссийского театрального общества (ВТО) (с 1948).
- Член Советского комитета защиты мира (с 1949).
- Член ВКП(б) с 1940 года.

## Звания и награды

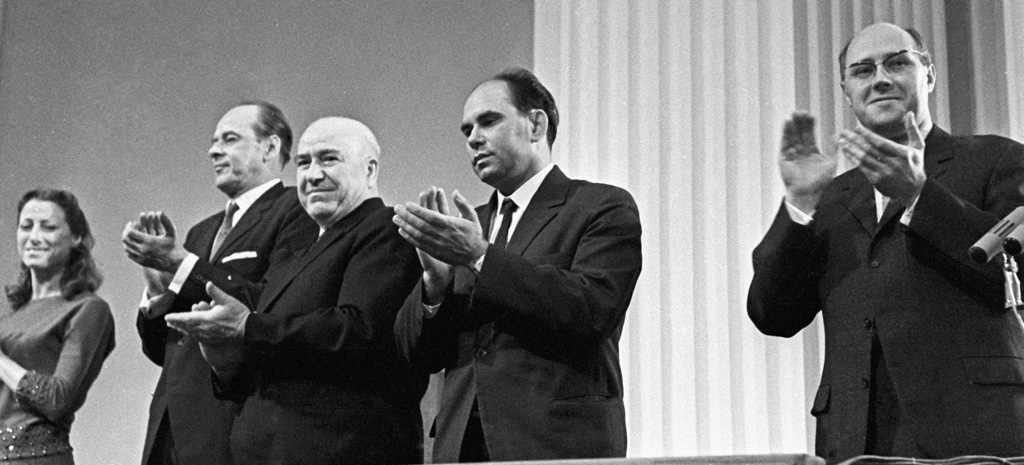
Торжественное вручение Ленинских премий.
Н. Черкасов (2-й слева), 1964 год

| Год                  | Звание                   |
| -------------------- | ------------------------ |
| 1937                 | Заслуженный артист РСФСР |
| 11 марта 1939 года   | Народный артист РСФСР    |
| 26 февраля 1947 года | Народный артист СССР     |

| Дата                 | Награда                                                                 | Формулировка                                                                                 |
| -------------------- | ----------------------------------------------------------------------- | -------------------------------------------------------------------------------------------- |
| 23 марта 1938 года   | орден Трудового Красного Знамени                                        | За участие в создании фильма Пётр Первый (I серия)                                           |
| 1 февраля 1939 года  | орден Ленина                                                            | За исполнение ролей в фильмах «Пётр Первый», «Александр Невский» и «Ленин в 1918 году».      |
| март 1950 года       | орден Ленина                                                            | В связи с 30-летием советского кино.                                                         |
| 22 августа 1953 года | орден Трудового Красного Знамени                                        | В связи с 50-летием со дня рождения и за заслуги в области развития советского искусства     |
| 1963                 | орден Трудового Красного Знамени                                        | За большие заслуги в развитии искусства театра и кино и в связи с 60-летием со дня рождения. |
|                      | Медаль «За доблестный труд в Великой Отечественной войне 1941—1945 гг.» |                                                                                              |
|                      | Медаль «В память 250-летия Ленинграда»                                  |                                                                                              |

| Год  | Премия                                                            | Отмеченная заслуга                                               |
| ---- | ----------------------------------------------------------------- | ---------------------------------------------------------------- |
| 1941 | Сталинская премия I степени                                       | «Александр Невский»                                              |
| 1946 | Сталинская премия I степени                                       | «Иван Грозный», 1 серия                                          |
| 1950 | Сталинская премия III степени                                     | «Счастливого плавания!»                                          |
| 1951 | Сталинская премия I степени                                       | «Мусоргский»                                                     |
| 1951 | Сталинская премия II степени                                      | «Александр Попов»                                                |
| 1958 | Премия лучшему актёру на Международном кинофестивале в Стратфорде | «Дон Кихот»                                                      |
| 1964 | Премия «Призы актёрам» Всесоюзного кинофестиваля в Ленинграде     | За лучшее исполнение мужской роли «Всё остаётся людям»           |
| 1964 | Ленинская премия                                                  | За исполнение роли Фёдора Дронова в фильме «Всё остаётся людям». |

## Творчество

### Роли в театре и на эстраде
| Даты                            | Спектакль                                                                                         | Характеристика спектакля                                                                                           | Роль |
| 1920—1922 (возможно, 1922—1925) | Петроградская студия молодого балета                                                              | Петроградская студия молодого балета                                                                               | Петроградская студия молодого балета                                                                                       |
| ------------------------------- | ------------------------------------------------------------------------------------------------- | --- | --- |
|                                 | «Лебединое озеро»                                                                                 | Балет П. И. Чайковского                                                                                            | Злой гений |
|                                 | «Тщетная предосторожность»                                                                        | Балет Ж. Доберваля                                                                                                 | отец Колэн |
|                                 | «Баядерка»                                                                                        | Балет Л. Минкуса                                                                                                   | брамин |
|                                 | «Тайна клада»                                                                                     | Балет на музыку Э. Грига                                                                                           | Отто, богатый жених |
|                                 | Дон Кихот                                                                                         | Балет Л. Минкуса                                                                                                   | Дон Кихот |
|                                 | «Фея кукол»                                                                                       | балет Й. Байера | Негритянская пляска |
|                                 | «Неудачные похождения мистера Хьюза»                                                              | Агитбалет | Джек («красный дьявол») |
| 1920—1922 (возможно, с 1923)    | Театрально-исследовательская лаборатория (Экспериментальный ансамбль) Института истории искусств. | Театрально-исследовательская лаборатория (Экспериментальный ансамбль) Института истории искусств.                  | Театрально-исследовательская лаборатория (Экспериментальный ансамбль) Института истории искусств.                          |
|                                 |                                                                                                   | Неизвестная пантомима под музыку Ф. Легара                                                                         | Папуас |
|                                 | «Шарф Коломбины»                                                                                  | Пантомима | Дирижёр танцев |
|                                 | «Бык на крыше»                                                                                    | Пантомима | Полисмен |
| 1923—1927                       | Институт сценических искусств                                                                     | Институт сценических искусств                                                                                      | Институт сценических искусств                                                                                              |
|                                 | «Наследники Рабурдэна»                                                                            | Комедия Э. Золя. Мастерская С. Э. Радлова. Режиссёры С. Радлов и Б. Петровых                                       | Рабурдэн |
| 1925                            | «Двенадцатая ночь»                                                                                | Пьеса У. Шекспира. Мастерская С. Э. Радлова                                                                        | Сэр Эндрю |
| 1925                            | «Копилка»                                                                                         | Пьеса Э. М. Лабиша и Марк-Мишеля. Мастерская С. Э. Радлова.                                                        | Полицейский |
| 1925                            | «Соломенная шляпка»                                                                               | Водевиль Э. М. Лабиша. Мастерская С. Э. Радлова.                                                                   | |
| 1926                            | «На бойком месте»                                                                                 | Пьеса А. Н. Островского. Мастерская В. Максимова. Дипломный спектакль.                                             | Миловидов |
| 1926                            | «Как важно быть серьёзным»                                                                        | Пьеса О. Уайлда. Дипломный спектакль.                                                                              | Алджернон |
|                                 | «Чан-Хайтан» («Меловой круг»).                                                                    | Пьеса Клабунда | Секретарь суда Чао |
| август 1926 — сентябрь 1929     | Ленинградский ТЮЗ                                                                                 | Ленинградский ТЮЗ                                                                                                  | Ленинградский ТЮЗ |
| 1926                            | «Похождения Тома Сойера»                                                                          | Инсценировка по роману М. Твена «Приключения Тома Сойера»                                                          | Шериф |
| 1926, с 24 декабря              | «Дон Кихот»                                                                                       | Пьеса А. Я. Бруштейн и Б. В. Зона по роману М. де Сервантеса. Постановка Б. В. Зона                                | Дон Кихот |
| 1927                            | «Разбойники»                                                                                      | Драма Ф. Шиллера. Режиссёр Е. Г. Гаккель                                                                           | Старик Моор |
| 1927                            | «Хижина дяди Тома»                                                                                | Инсценировка по роману Г. Бичер-Стоу. Режиссёр Б. В. Зон                                                           | Судья |
|                                 | «Тиль Уленшпигель»                                                                                | Инсценировка Е. Г. Гаккеля по роману Ш. де Костера                                                                 | Инквизитор |
|                                 | «Проделки Скапена»                                                                                | Пьеса Мольера | Сильвестр |
| 1928                            | «Плоды просвещения»                                                                               | Пьеса Л. Н. Толстого                                                                                               | Звездинцев |
| 1929                            | «Ундервуд»                                                                                        | Пьеса Е. Л. Шварца. Режиссёры А. А. Брянцев и Б. В. Зон                                                            | Крошкин |
| 1932                            |                                                                                                   | | Дон Кихот (без возвращения в труппу)                                                                                       |
| 1926—1929                       | Свободный театр                                                                                   | Свободный театр | Свободный театр |
| 1926—1929                       | «Пат, Паташон и Чарли Чаплин»                                                                     | | Пат |
| 1927—28                         | Передвижной Театр новой оперетты (бывший «Комсоглаз»)                                             | Передвижной Театр новой оперетты (бывший «Комсоглаз»)                                                              | Передвижной Театр новой оперетты (бывший «Комсоглаз»)                                                                      |
| 1927—                           | «В трёх соснах»                                                                                   | Пьеса Л. С. Любашевского. Композитор Ю. А. Зандер. Режиссёр Е. Г. Гаккель.                                         | композитор Звонарев |
| сентябрь 1929 — весна 1931      | Ленинградский мюзик-холл и Московский мюзик-холл                                                  | Ленинградский мюзик-холл и Московский мюзик-холл                                                                   | Ленинградский мюзик-холл и Московский мюзик-холл                                                                           |
| 1929                            | «Одиссея»                                                                                         | Обозрение Гомера в обработке Н. Р. Эрдмана и В. З. Масса. Музыка И. О. Дунаевского.                                | Одиссей |
| 1929—1930                       | «Аттракционы в действии»                                                                          | Обозрение | Пат (номер «Пат, Паташон и Чарли Чаплин»)                                                                                  |
|                                 | «С неба свалились»                                                                                | Обозрение. Режиссёры А. Н. Феона и К. Я. Голейзовский                                                              | |
|                                 | «Шестая мира»                                                                                     | Обозрение. Автор А. Равич, режиссёры Н. М. Горчаков и М. М. Яншин                                                  | Сыщик |
| 1930—1931                       | Цирки Москвы и Поволжья (Казань, Куйбышев, Саратов, Сталинград и других городов)                  | Цирки Москвы и Поволжья (Казань, Куйбышев, Саратов, Сталинград и других городов)                                   | Цирки Москвы и Поволжья (Казань, Куйбышев, Саратов, Сталинград и других городов)                                           |
|                                 | «Пат, Паташон и Чарли Чаплин»                                                                     | | Пат |
| 1931 (или 1932) — 1933          | Ленинградский передвижной театр «Комедия»                                                         | Ленинградский передвижной театр «Комедия»                                                                          | Ленинградский передвижной театр «Комедия»                                                                                  |
|                                 | «Женитьба Труадека»                                                                               | Пьеса Ж. Ромена | Мируэт |
|                                 | «Люди и свиньи»                                                                                   | Комедия А. Б. Мариенгофа                                                                                           | комсомолец Кудряшов |
|                                 | «Миллион Антониев»                                                                                | Пьеса Г. Я. Градова, В. И. Орлова. Режиссёр Б. М. Дмоховский                                                       | Байуотерс, авантюрист |
|                                 | «Театр Клары Газуль»                                                                              | Пьеса П. Мериме | 1) Монах-инквизитор Антонио — «Женщина-дьявол» 2) Перуанский вице-король — «Карета святых даров» 3) дон Пабло — «Рай и ад» |
| 1933—1965                       | Ленинградский академический театр драмы им. А. С. Пушкина                                         | Ленинградский академический театр драмы им. А. С. Пушкина                                                          | Ленинградский академический театр драмы им. А. С. Пушкина                                                                  |
| 1933                            | «Дон Кихот»                                                                                       | По роману М. де Сервантеса                                                                                         | Дон Кихот |
| 1934                            | «Чужой ребёнок»                                                                                   | Пьеса В. В. Шкваркина                                                                                              | Сенечка Перчаткин |
| 1934                            | «Вершины счастья»                                                                                 | Пьеса Дж. Р. Дос Пассоса. Режиссёр В. П. Кожич                                                                     | Айк Ауэрбах |
| 1934 (премьера 13 ноября)       | «Борис Годунов»                                                                                   | Трагедия А. С. Пушкина. Режиссёр Б. М. Сушкевич                                                                    | Варлаам |
| 1935                            | «Мольба о жизни»                                                                                  | Пьеса Ж. Деваля. Режиссёр В. П. Кожич                                                                              | Морис Массруб |
| 1935—1936                       | «Нора»                                                                                            | По пьесе Г. Ибсена «Кукольный дом» Режиссёр Б. А. Бабочкин                                                         | Крогстад |
| 1935—1936                       | «Ревизор»                                                                                         | Комедия Н. В. Гоголя. Режиссёр Б. М. Сушкевич                                                                      | Осип |
| 1935—1936                       | «Лес»                                                                                             | Пьеса А. Н. Островского. Режиссёр В. П. Кожич                                                                      | Буланов |
| 1937, март                      | «Банкир»                                                                                          | Комедия А. Е. Корнейчука                                                                                           | Бесштанько (председатель колхоза)                                                                                          |
| 1937, осень — зима              | «На берегу Невы»                                                                                  | Пьеса К. А. Тренёва                                                                                                | Буранов |
| 1938, апрель                    | «Пётр I»                                                                                          | Пьеса А. Н. Толстого (третья редакция). Режиссёр Б. М. Сушкевич                                                    | Пётр I |
| 1939                            | «Ленин»                                                                                           | Пьеса А. Я. Каплера и Т. С. Златогоровой, другое название — «Грозовой год». Режиссёры Л. С. Вивьен и А. Н. Даусон. | Горький |
| 1940                            | «Лгун»                                                                                            | Комедия К. Гольдони. Режиссёр В. В. Люце                                                                           | Лелио |
| 1941 (до 7 июля)                | «Дон Кихот»                                                                                       | Пьеса М. А. Булгакова. Режиссёры А. Н. Даусон и В. П. Кожич                                                        | Дон Кихот |
| 1942                            | «Накануне»                                                                                        | Пьеса А. Н. Афиногенова                                                                                            | Андрей Завьялов, учёный-агроном                                                                                            |
| 1942                            | «Фронт»                                                                                           | Пьеса А. Е. Корнейчука                                                                                             | Остапенко (гвардии сержант)                                                                                                |
| 1945                            | «Великий государь»                                                                                | Пьеса В. А. Соловьёва. Режиссёр Л. С. Вивьен                                                                       | Иван Грозный |
| 1946                            | «Жизнь в цвету»                                                                                   | Пьеса А. П. Довженко. Режиссёр Л. С. Вивьен.                                                                       | Мичурин |
| 1948—1949                       | «Борис Годунов»                                                                                   | Трагедия А. С. Пушкина. Режиссёр Л. С. Вивьен                                                                      | Варлаам |
| 1952—1953                       | «Ревизор»                                                                                         | Комедия Н. В. Гоголя. Режиссёр Л. С. Вивьен                                                                        | Осип |
| 1952—1953                       | «Гражданин Франции»                                                                               | Пьеса Д. Я. Храбровицкого                                                                                          | Дюмон-Тери |
| 1954                            | «Они знали Маяковского»                                                                           | Пьеса В. А. Катаняна. Режиссёр Б. М. Дмоховский                                                                    | Маяковский |
| 1957                            | «Грозовой год»                                                                                    | Пьеса А. Я. Каплера и Т. С. Златогоровой                                                                           | Максим Горький |
| 1958                            | «Бег»                                                                                             | Пьеса М. А. Булгакова                                                                                              | Хлудов |
| 1959                            | «Всё остаётся людям»                                                                              | Пьеса С. И. Алёшина. Режиссёры Л. С. Вивьен и А. Н. Даусон. Художник А. Ф. Босулаев                                | академик Дронов |
| 1962                            | «Маленькие трагедии»                                                                              | Цикл А. С. Пушкина (поставлен без «Пира во время чумы»). Режиссёр Л. С. Вивьен. Художник А. Ф. Босулаев            | Барон (Филипп) — трагедия «Скупой рыцарь»                                                                                  |
| 1941, июль-август               | Театр народного ополчения (агитвзвод Ленинградской армии народного ополчения)                     | Театр народного ополчения (агитвзвод Ленинградской армии народного ополчения)                                      | Театр народного ополчения (агитвзвод Ленинградской армии народного ополчения)                                              |
| 1941                            | «Прямой наводкой»                                                                                 | | Монолог профессора Полежаева или монолог Александра Невского                                                               |

### Фильмография
| Год | Фильм                                                                    | Роль                                                                                             |
| --- | ------------------------------------------------------------------------ | ------------------------------------------------------------------------------------------------ |
| 1927 | Его превосходительство                                                   | длинный клоун в цирке                                                                            |
| 1927 | Поэт и царь (Царь и поэт)                                                | Шарль, парикмахер                                                                                |
| 1928 | Луна слева                                                               | Калугин                                                                                          |
| 1928 | Мой сын (короткометражный)                                               | Пат                                                                                              |
| 1929 | Родной брат                                                              | эпизод                                                                                           |
| 1930 | По ту сторону                                                            | эпизод                                                                                           |
| 1930 | Всадники ветра                                                           | комсомолец                                                                                       |
| 1932 | Счастье (Арестант № 1105, Ветер с Востока)                               | агент полиции                                                                                    |
| 1932 | Встречный                                                                | постовой милиционер                                                                              |
| 1933 | Первая любовь                                                            | депутат сейма                                                                                    |
| 1933 | Кто твой друг                                                            | милиционер                                                                                       |
| 1934 | Люблю ли тебя?                                                           | студент                                                                                          |
| 1934 | Наследный принц Республики                                               | официант                                                                                         |
| 1935 | Горячие денёчки                                                          | Колька Лошак                                                                                     |
| 1935 | Граница                                                                  | Гайдуль                                                                                          |
| 1935 | Женитьба Яна Кнукке                                                      | Ганс Пфааль                                                                                      |
| 1935 | Подруги                                                                  | белый офицер Сергей Тимофеевич                                                                   |
| 1936 | Депутат Балтики                                                          | профессор Дмитрий Илларионович Полежаев                                                          |
| 1936 | Дети капитана Гранта                                                     | Жак Паганель                                                                                     |
| 1937 | Остров сокровищ                                                          | Билли Бонс                                                                                       |
| 1937 | За Советскую Родину                                                      | командующий фронтом                                                                              |
| 1937—1938 | Пётр Первый                                                              | царевич Алексей                                                                                  |
| 1938 | Александр Невский                                                        | князь Александр Невский                                                                          |
| 1938 | Друзья                                                                   | осетин Бета                                                                                      |
| 1938 | Человек с ружьём                                                         | белый генерал                                                                                    |
| 1939 | Ленин в 1918 году                                                        | Горький                                                                                          |
| 1940 | Шестьдесят дней                                                          | Евгений Петрович Антонов, профессор                                                              |
| 1942 | Его зовут Сухэ-Батор                                                     | барон фон Унгерн-Штернберг                                                                       |
| 1942 | Оборона Царицына                                                         | Митяй Кошкин, крестьянин-ходок                                                                   |
| 1944—1945 | Иван Грозный                                                             | царь Иван Грозный                                                                                |
| 1946 | Во имя жизни                                                             | сторож Лукич                                                                                     |
| 1947 | Весна                                                                    | режиссёр Аркадий Громов                                                                          |
| 1947 | Новый дом                                                                | Костоусов                                                                                        |
| 1947 | Пирогов                                                                  | откупщик Лядов                                                                                   |
| 1949 | Академик Иван Павлов                                                     | Максим Горький                                                                                   |
| 1949 | Александр Попов                                                          | А. С. Попов                                                                                      |
| 1949 | Сталинградская битва                                                     | президент Франклин Рузвельт                                                                      |
| 1949 | Счастливого плавания!                                                    | капитан Левашёв                                                                                  |
| 1950 | Мусоргский                                                               | В. В. Стасов                                                                                     |
| 1952 | Белинский                                                                | эпизод                                                                                           |
| 1952 | Римский-Корсаков                                                         | В. В. Стасов                                                                                     |
| 1957 | Дон Кихот                                                                | Дон Кихот                                                                                        |
| 1963 | Всё остаётся людям                                                       | академик Фёдор Алексеевич Дронов                                                                 |
| 1965 | Третья молодость (СССР / Франция)                                        | Гедеонов                                                                                         |
| Телефильмы (игровые) |                                                                          |                                                                                                  |
| 1940 | Концерт на экране                                                        | 1) Конферанс. 2) Варлаам в номере «Борис Годунов». 3) Пат в номере «Чарли Чаплин, Пат и Паташон» |
| 1955 | Они знали Маяковского                                                    | В. В. Маяковский                                                                                 |
| 1962 | Шумят пороги Уэйкенго                                                    | капитан Стэнтон                                                                                  |
| 1966 | Маленькие трагедии. Фильм № 1 «Скупой рыцарь»                            | Барон                                                                                            |
| Документальные кинофильмы |                                                                          |                                                                                                  |
| 1948 | Памяти С. Эйзенштейна                                                    |                                                                                                  |
| 1957 | Наш театр                                                                |                                                                                                  |
| 1957 | Отблески Канн (фр. «Reflets de Cannes»). Эпизод, датированный 6 мая 1957 |                                                                                                  |
| 1959 | Актёр Николай Черкасов                                                   |                                                                                                  |
| 1965 | Страницы большой дружбы                                                  | текст за кадром                                                                                  |
| Киноматериалы, использованные в фильмах |                                                                          |                                                                                                  |
| 1943 | Битва за Россию (англ. The Battle of Russia)                             | Александр Невский — фрагменты фильма «Александр Невский»                                         |
| 1946—1988 | Иван Грозный. 3-я серия (фрагменты)                                      | Иван Грозный                                                                                     |
| 1963 | Мелодии Дунаевского                                                      |                                                                                                  |
| 1969 | Рядом с другом                                                           |                                                                                                  |
| 1998 | Искренне ваш, Георгий Вицин…                                             |                                                                                                  |
| 2004 | Божественная Гликерия                                                    |                                                                                                  |
| 2005 | Николай Черкасов (из цикла передач телеканала ДТВ «Как уходили кумиры»)  |                                                                                                  |
| 2008 | Иван Грозный с душой Дон Кихота. Николай Черкасов                        |                                                                                                  |
| 2009 | Великие комбинаторы                                                      |                                                                                                  |
| Примечание. Роль в эпизоде «Бесценная голова» в «Боевом киносборнике № 10», скорее всего, играл не Н. К. Черкасов, а Н. П. Черкасов. В фильме 1943 года «Дорога к звёздам» определённо играл Н. П. Черкасов, а не Н. К. Черкасов. |                                                                          |                                                                                                  |

## Документальные фильмы
- «Николай Черкасов. „Последний Дон Кихот“» («ТВ Центр», 2020)[18]

## Библиография

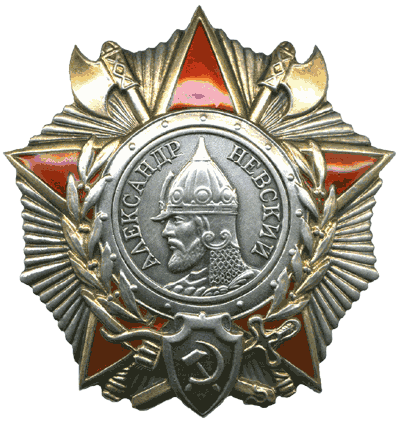
Профиль Николая Черкасова в роли Александра Невского на одноимённом ордене.

## Образ Черкасова в культуре
- При разработке ордена Александра Невского архитектором И. С. Телятниковым был использован профиль Николая Черкасова, так как не сохранилось доказанных портретных образов Александра Невского[19].
- Известны живописные, графические и скульптурные портреты Н. Черкасова, исполненные в разные годы ленинградскими художниками и скульпторами, в том числе М. К. Аникушиным (1973)[20].
- Н.К.Черкасову посвящена отдельная глава в книге А.А.Ливеровского "Охотничье братство" (Санкт-Петербург, издательский дом "Нева", 2003 г.).
- Упомянут в книге С. Довлатова «Чемодан» в рассказе «Куртка Фернана Леже».
- Во время съёмки фильма «Иван Грозный», после того как был отснят тот или иной кадр и прозвучала команда режиссёра «Стоп!», исполнявшему роль царя Н. Черкасову было очень трудно сразу остановиться и замолчать, и он постоянно какое-то время продолжал играть. Режиссёр фильма С. М. Эйзенштейн пытался уговорить Н. К. Черкасова не тратить энергию впустую, но не мог. В итоге он смонтировал фильм «Захваты после „стоп“, или Куда идёт творческая энергия народного артиста», в который включил кадры игры Н. Черкасова, которая продолжалась уже после команды режиссёра её прекратить[21].
- В фильме «И возвращается ветер…» (1991) в роли Черкасова-Грозного снялся Сергей Десницкий, в 2021 году в фильме Последняя «Милая Болгария» — Александр Вахов. Также актёр Черкасов появляется в фильме «Петя по дороге в Царствие Небесное» (2009).

## Память
- С 1984 по 1993 год имя Черкасова носил Ленинградский государственный институт театра, музыки и кинематографии.
- В Черноморском морском пароходстве (Одесса, УССР) было судно, названное в честь Черкасова.
- С 1970 года одна из улиц Санкт-Петербурга названа в честь Черкасова.
- В 1994 году в честь Черкасова был назван астероид (4053) Черкасов, открытый в 1981 году советским астрономом Л. В. Журавлёвой.